# Online poker

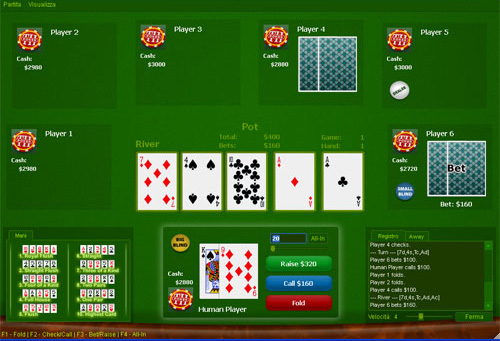
Online pokerový stůl

Online poker je karetní hra pokeru, která se hraje přes Internet. Existují dva základní způsoby jak jej hrát. Buď přes internetový prohlížeč anebo stažitelnou aplikaci
(tzv. Online hernu), které jsou z většiny poskytované online kasiny.
Spousta hráčů dává přednost online Pokeru před Pokerem na živo hlavně kvůli komfortu. Online kasina jim totiž umožňují hrát poker odkudkoliv, kde je internetové připojení.

## Historie online pokeru
1990-1998 – IRC Poker
IRC poker vznikl na komunikační platformě Internet Relay Chat (IRC), kterou v roce 1988 vyvinul finský programátor Jarkko Oikarinen. Poker získal na IRC vlastní kanál a hrálo se pouze o hrací dolary nazývané „ether bucks“.  V roce 1994 naprogramoval Todd Mummert prvního komplexnějšího klienta a kromě původní 5 Card Draw se na herně objevily také modernější varianty Limit i No-limit Texas Hold’em a Omaha Hi-Lo. První grafické uživatelské rozhraní  pro IRC poker nazývané GPkr  naprogramoval Greg Reynolds.
Kvůli softwarovým omezením hráč musel do hry vždy vstupovat se svým celým bankrollem (hráčovy prostředky na herně)  a turnaje mohlo hrát maximálně 23 hráčů, protože se mohlo hrát jen na jednom stole s jedním balíčkem karet, přesto IRC poker vyhledávala řada pokerových nadšenců, kteří na něm studovali strategie pro živou hru o opravdové peníze. IRC poker je považován za nejtěžší hernu o hrací peníze v historii. Začínali u něj také například budoucí světoví šampioni Chris Ferguson nebo Greg Raymer.
1998-1999- Planet Poker – první online herna o opravdové peníze
Prvního ledna 1998 spustil bývalý systémový inženýr kanadského námořnictva a nadšený amatérský pokerový hráč Randy Blumer první hernu o reálné peníze. Herna si zakládala na minimalistickém rozhraní a vtiskla online pokeru podobu, kterou v podstatě převzali všichni její následovníci.  Software herny trápily obrovské technické problémy i podvodníci, kteří našli slabiny v generátoru náhodných čísel a připravili ostatní hráče o tisíce dolarů. Až do konce 90. let ale neměl Planet Poker konkurenci a mohl si dovolit i několikadenní výpadky. Po nástupu dalších online pokerových heren po roce 2000 jeho význam postupně upadal a v roce 2006, když se v USA změnila legislativní situace, ukončil hraní o opravdové peníze.
V roce 1994 došlo ve státě Antigua a Barbuda ke schválení zákonu (tzv.
Trade & Processing Act), který dovoluje poskytovat licence pro provozování hazardu.
Prvním z poskytovatelů herního softwaru byl Microgaming, který je doteď jedním z největších
dodavatelů. Kromě Pokeru bylo možno hrát i jiné známe hazardní hry jako např. Blackjack,
Ruleta, Hrací automaty a další.
Největší boom online pokeru přineslo vítězství Chrise Moneymakera na World Series of Poker v roce 2003. V té době 27letý účetní a amatérský hráč se do hlavního turnaje WSOP kvalifikoval přes sérii online kvalifikací a počáteční investici 39$ proměnil na výhru 2,5 milionu dolarů a titul světového šampiona. Jeho příběh inspiroval miliony hráčů z celého světa a následující roky zažíval online poker své zatím nejlepší období.
15. dubna 2011 zasáhla americká vláda proti společnostem porušujícím zákaz provozování online pokeru v USA a zablokovala jejich domény. Den, kdy online poker musel opustit svůj největší trh, se nazývá jako Černý pátek (Black friday) a celé odvětví se z této rány dodnes úplně nevzpamatovalo.

## Registrace
K hraní je nutná registrace u některé z pokerových heren. Z pravidla je potřeba si vybrat
nějakou přezdívku, soukromé heslo, potom zadat emailovou adresu a jako nejdůležitější ze
všech – souhlasit, že už Vám bylo 18 let. Poker, ať už online nebo na živo, se smí hrát za
peníze jedině, když už jste dosáhli plnoletosti.
K hraní za peníze je nejprve potřeba je na herní účet vložit. Vložené peníze se taktéž dají
kdykoliv vybrat. Kromě placených turnajů existuje možnost hraní turnajů zadarmo (tzv. freerolly).

## Druhy Pokrových her
Každá herna si sama určuje, jaké druhy pokru bude nabízet. Mezi základní druhy, které jsou
nejvíce rozšířené, patří Hold'em, Omaha (Hi/Lo), 5 Card
Omaha (Hi/Lo), Stud (Hi/Lo), Razz a 5 Card Draw. Existují i smíšené druhy, například
HORSE, HOSE, Mixed Hold'em, Mixed Omaha (Hi/Lo), 8-Game, Hold'em/Omaha a Triple Stud.
Hráč si dále může zvolit, jestli chce hrát turnaj, Sit & Go anebo Cash game.

### Turnaj
Turnaj je velice známá struktura, kde po skončení registrace hráči postupně vypadávají,
dokud nezůstane jen jeden – vítěz. Turnaj má určitou výplatní strukturu, která se často
mění podle počtu zaregistrovaných hráčů v turnaji.

### Sit & Go
Sit & Go jsou mini verze turnajů s tím rozdílem, že jsou omezeny počtem hráčů. Jakmile se
Sit & Go naplní, tak začne. Výplatní struktura je předem daná.

### Cash game
Cash game je druh pokru, kde je možné se kdykoliv připojit a hrát a zároveň kdykoliv
odpojit. Při Cash game hraje hráč přímo se svými penězi, zatímco u turnajů a Sit & Go hráči
sází s virtuálními penězi. Herny vybírají z každého kola hry tzv. Rake, což je dané
procento peněz, které obdrží herna jako zisk.

## Buy-in
Buy-in neboli vklad je dané množství peněz, které stojí hráče registraci do turnaje nebo
Sit & Go. Pokerové herny si samy určují velikost těchto vkladů a pak část z nich (poplatek,
anglicky Fee) obdrží jako zisk a zbytek jde na financování výplatní struktury. Tyto
počáteční vklady jsou většinou pevně dané.

## Formy Pokru
U většiny pokrových druhů je specifikovaný limit. Limit určuje, kolik peněz je nejvíce
možno sázet. Jsou 3 typy limitů: No Limit (bez omezení), Pot Limit (omezení na velikost
banku) a Fixed limit (předem daná velikost sázek, takže hráč se jen rozhoduje, jestli vsadí
nebo ne).
Kromě limitů jsou i další varianty, které mění styl hry. Nejhranějším typem jsou Regular,
kde se povinné sázky (blinds) mění každých 10 až 15 minut. Oblíbené jsou taky Rebuy
turnaje, kde je možné se opětovně registrovat za další poplatek, nebo Satellite turnaje,
kde výhrou takového turnaje je zaplacená registrace do jiného dražšího turnaje.

## Karetní kombinace v pokeru
Každá karetní kombinace se skládá z pěti karet. Uvedeme-li si jako příklad Texas Hold'em, pak ze svých dvou karet v ruce a pěti karet na stole vyberete 5 karet, které společně tvoří nejsilnější kombinaci. Čím výše na žebříčku daná kombinace je, tím máte menší procentuální šanci na její zkompletování. Kombinace se řadí od nejsilnější po nejslabší – dva páry vždy porazí jeden pár a flush vždy porazí straight. V případě, že dva hráči mají stejně silnou kombinaci, na scénu přichází sekundární způsoby určení vítěze. Žebříček pokerových kombinací[nedostupný zdroj]

## Důvěryhodnost online heren
Online herny potřebují k jejímu provozu stálou licenci. Aby si svoje licence udržely, musí se řídit podle přísných standardů a pravidel. Dodržování takových standardů je jednodušší za pomoci některého herního regulátora jako je například eCOGRA (eCommerce and Online Gaming Regulation and Assurance). Organizace, která vydává "razítka" bezpečnosti online hernám, které splní jejich požadavky. Taková "razítka" jsou pak známkou určité kvality. 